# Optimal Brain Damage
Optimal Brain Damage – algorytm służący do optymalizacji liczby wag sieci neuronowej. W algorytmie redukuje się wagi neuronów, następnie szacuje się jej wpływ na działanie sieci. Redukcji wag dokonuje się kiedy sieć jest już nauczona. Jeśli waga ma mały wpływ na wartość błędu oraz właściwości klasyfikacyjne sieci, dana waga może być bezpiecznie usunięta z sieci.